# لاين يورغنسن
لاين يورغنسن (بالدنماركية: Line Jørgensen)‏ مواليد 31 ديسمبر 1989، هي لاعبة كرة يد دانمركية تلعب كظهير أيمن. مثلت منتخب الدنمارك لكرة اليد للسيدات. شاركت في دورة الألعاب الأولمبية الصيفية سنة 2012. حققت المركز الثالث في بطولة العالم لكرة اليد للسيدات 2013.

## سجل المنافسة
شاركت في البطولات التالية:
- الألعاب الأولمبية الصيفية 2012
- بطولة العالم لكرة اليد للسيدات 2011
- بطولة العالم لكرة اليد للسيدات 2013
- بطولة العالم لكرة اليد للسيدات 2015
- بطولة أوروبا لكرة اليد للسيدات 2010
- بطولة أوروبا لكرة اليد للسيدات 2012
- بطولة أوروبا لكرة اليد للسيدات 2014

## الميداليات
| الميدالية | المسابقة                            |
| --------- | ----------------------------------- |
| برونزية   | بطولة العالم لكرة اليد للسيدات 2013 |

## روابط خارجية
- لاين يورغنسن على موقع الاتحاد الأوروبي لكرة اليد (الإنجليزية)
- لاين يورغنسن على موقع اللجنة الأولمبية الدولية (الإنجليزية)
- لاين يورغنسن على موقع أوليمبيديا (الإنجليزية)